# Jan Baillien
Jan Baillien (1975) is een Belgisch waterskiër.

## Levensloop
Baillien won zijn eerste Belgische titel in 1994. 
Hij werd tweemaal 'overall' EA-kampioen (*EA = Europa & Afrika), met name in 1997 en 1999. Daarnaast behaalde hij vijf EA-titels (1995, 1996, 1997, 1999 en 2001) in het onderdeel 'figuren' en twee (1999 en 2001) in het onderdeel 'sprong'.
Op de Wereldspelen van 1997 in het Finse Lahti behaalde hij goud in het onderdeel 'figuren' en brons in het onderdeel 'sprong'.
In 2001 werd hij Belgisch kampioen.